# Zonantes pallidus
Zonantes pallidus es una especie de coleóptero de la familia Aderidae.

## Distribución geográfica
Habita en Oklahoma (Estados Unidos).